# Enchytraeus
Enchytraeus es un género de anélidos que incluye más de 40 especies. a menudo se denominan "gusanos blancos", especialmente a la especie E. albidus. Esta especie es utilizada en acuariofilia como comida para peces. E. buchholzi se conoce también como gusano Grindal. Fue así nombrado por el criador de peces sueco que primero utilizó estos gusanos para alimentar a sus peces.
Algunas especies son terrestres, otras semiacuáticas y otras marinas. Pueden encontrarse en playas o aguas salobres. Varias de estas especies carecen de órganos sexuales y se reproducen por fragmentación.

## Especies
El género Enchytraeus incluye, entre otras, las siguientes especies:
- Enchytraeus albidus ("gusanos blancos")
- Enchytraeus buchholzi ("gusanos Grindal")
- Enchytraeus capitatus
- Enchytraeus citrinus
- Enchytraeus fragmentosus
- Enchytraeus japonensis
- Enchytraeus kincaidi
- Enchytraeus lacteus
- Enchytraeus liefdeensis
- Enchytraeus minutus
- Enchytraeus multiannulatoides
- Enchytraeus multiannulatus
- Enchytraeus rupus
- Enchytraeus saxicola
- Enchytraeus variatus